# Dynamine colombicola
Dynamine colombicola är en fjärilsart som beskrevs av Johannes Karl Max Röber 1928. Dynamine colombicola ingår i släktet Dynamine och familjen praktfjärilar. Inga underarter finns listade i Catalogue of Life.